# 메트로링크 (캘리포니아주)
메트로링크(영어: Metrolink)는 미국 캘리포니아주 남부 지역에서 암트랙에 의해 운행되는 통근열차 시스템이다. 8개의 운행 경로와 55개 역으로 구성되어 있다.

## 역사 및 현황
1990년 서덕 퍼시픽 철도에서 175마일 궤도 정비 시설, 역을 인수했다. 같은 해 로스앤젤레스 유니언 역 사용권을 서던 퍼시픽 철도에서 인수했다. 이후 로스앤젤레스 카운티 수도권 교통국이 다시 인수했고 1992년에 암트랙에 의해 샌버너디노 선, 벤츄라 카운티 선을 운행하기 시작했다. 1993년에 리버사이드 선이 개통 했으나 이후 2개의 노선이 추가 되면서 1994년에 오랜지 카운티 선이 개통된데 이어 1995년에 인랜드 엠페러 오랜지 카운티 선이 개통 되었다. 2002년에 91선이 개통 되면서 메트로링크의 전 노선이 개통 되었다. 2004년에 거리 비례제 요금으로 변경되었다.

## 운행 노선

암트랙 메트로링크 노선도 (interactive map)

| 노선                           | 시리즈  | 구간                      | 운행 | 비고                                                                                     |
| ------------------------------ | ------- | ------------------------- | ---- | ---------------------------------------------------------------------------------------- |
| 91선                           | 700     | 로스앤젤레스 리버사이드   | 매일 | 로스앤젤레스 유니언 역에서 남동 방면으로 운행하는 노선                                   |
| 앤텔로프 밸리선                | 200     | 로스앤젤레스 랭커스터     | 매일 | 유니언 역에서 북서 방면으로 운행하는 노선                                                |
| 인랜드 엠페러 오랜지 카운티 선 | 800     | 샌버너디노 오션사이드     | 매일 | 샌버너디노, 산타페디포트에서 남서쪽 방면으로 운행하는 노선                               |
| 오랜지 카운티 선               | 600     | 로스앤젤레스 오션사이드   | 매일 | 유니언 역에서 북서쪽 방면으로 운행하는 노선                                              |
| 리버사이드 선                  | 400     | 로스앤젤레스 리버사이드   | 평일 | 로스앤젤레스 유니언 역에서 남동 방면 및 리버사이드 시내 방면으로 운행하는 노선           |
| 샌버너디노 선                  | 300     | 로스앤젤레스 샌버너디노   | 매일 | 로스앤젤레스 유니언 역에서 동쪽 방면 및 샌버너디노 방면으로 운행하는 노선                |
| 벤츄라 카운티 선               | 100 900 | 로스앤젤레스 이스트벤츄라 | 평일 | 로스앤젤레스 유니언 역에서 서쪽 방면 및 이스트벤츄라, 밥호프 공항 방면으로 운행하는 노선 |

## 보유 차량
| 모델                         | 도입                  | 열차 번호           | 대수 | 비고                                                                 |
| ---------------------------- | --------------------- | ------------------- | ---- | -------------------------------------------------------------------- |
| 기관차                       |                       |                     |      |                                                                      |
| EMD F40PH                    | 1981년                | 800                 | 1    |                                                                      |
| EMD F59PH                    | 1988년                | 18520, 18522, 18533 | 3    |                                                                      |
| EMD F59PH                    | 1992년부터 1993년까지 | 851 ~ 873           | 23   |                                                                      |
| EMD F59PHI                   | 1994년                | 874 ~ 881           | 8    |                                                                      |
| EMD F59PHI                   | 1995년                | 882, 883            | 2    |                                                                      |
| EMD F59PHI                   | 2001년                | 884 ~ 887           | 4    | VIA 철도 주문 취소분                                                 |
| MPI MPX프레스 MP36PH-3C      | 2008년부터 2009년까지 | 888 ~ 902           | 15   |                                                                      |
| EMD F125                     | 2015년                | TBD                 | 20   | - 2012년 주문 및 2015년부터 순차별로 도입 예정                       |
| 객차                         |                       |                     |      |                                                                      |
| 봄바디어 비레벨 제네레이션 1 | 1992년부터 1993년까지 | 101 ~ 163           | 60   | 162, 163 객차의 경우 칼트레인에 매각.                                |
| 봄바디어 비레벨 제네레이션 2 | 1997년                | 164 ~ 182           | 18   | - 184, 187의 경우 사고로 대파 164 ~ 179 객차의 경우 칼트레인에 매각. |
| 봄바디어 비레벨 제네레이션 3 | 2002년                | 183 ~ 210           | 26   |                                                                      |
| 현대로템 비레벨카            | 2010년부터 2013년까지 | 211 ~ 290           | 80   |                                                                      |
| 캡카                         |                       |                     |      |                                                                      |
| 봄바디어 비레벨 제네레이션 1 | 1992년부터 1993년까지 | 601 ~ 631           | 28   | 대체 차량 : 현대로탬 비레벨카                                        |
| 봄바디어 비레벨 제네레이션 2 | 1997년                | 632 ~ 637           | 5    | 대체 차량 : 현대로탬 비레벨카                                        |
| 현대로템 비레벨카            | 2010년부터 2013년까지 | 638 ~ 695           | 57   | - 봄바디어 비레벨 제네레이션 대체 차량                               |
| 주석:                        |                       |                     |      |                                                                      |

## 사진

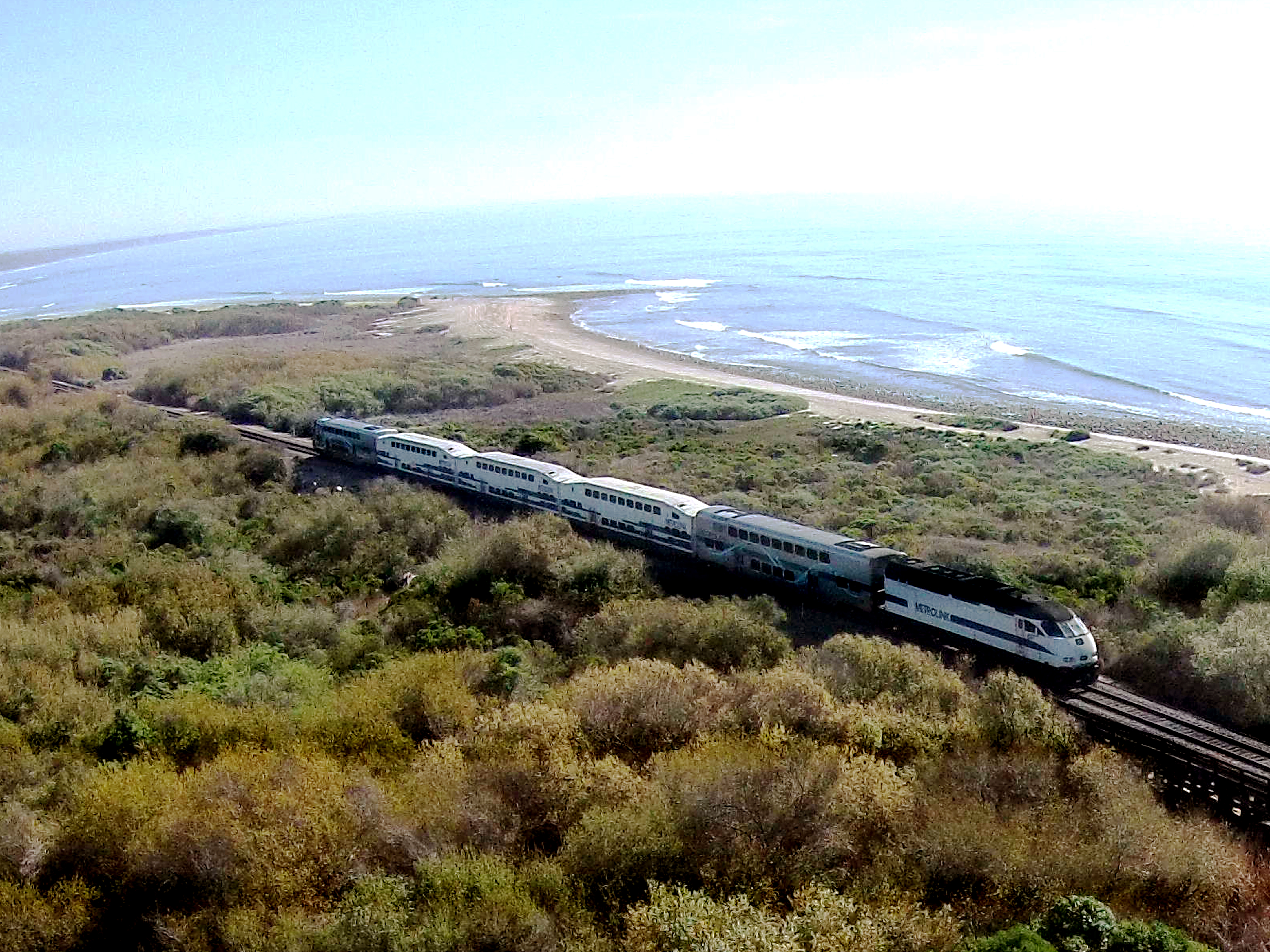
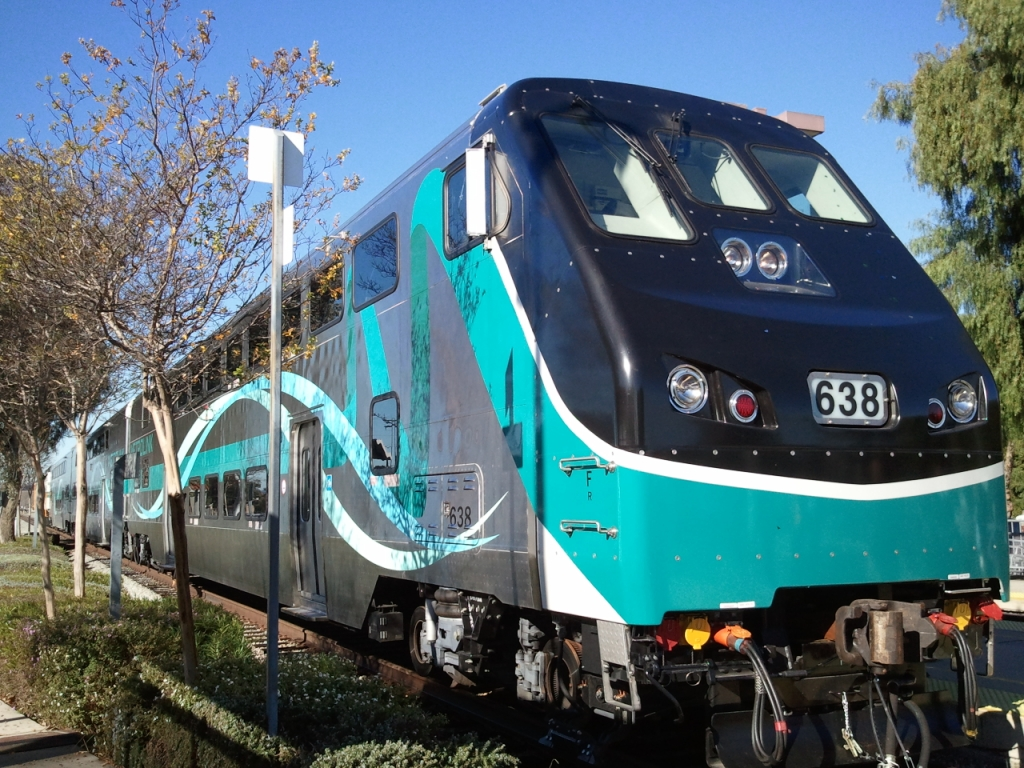
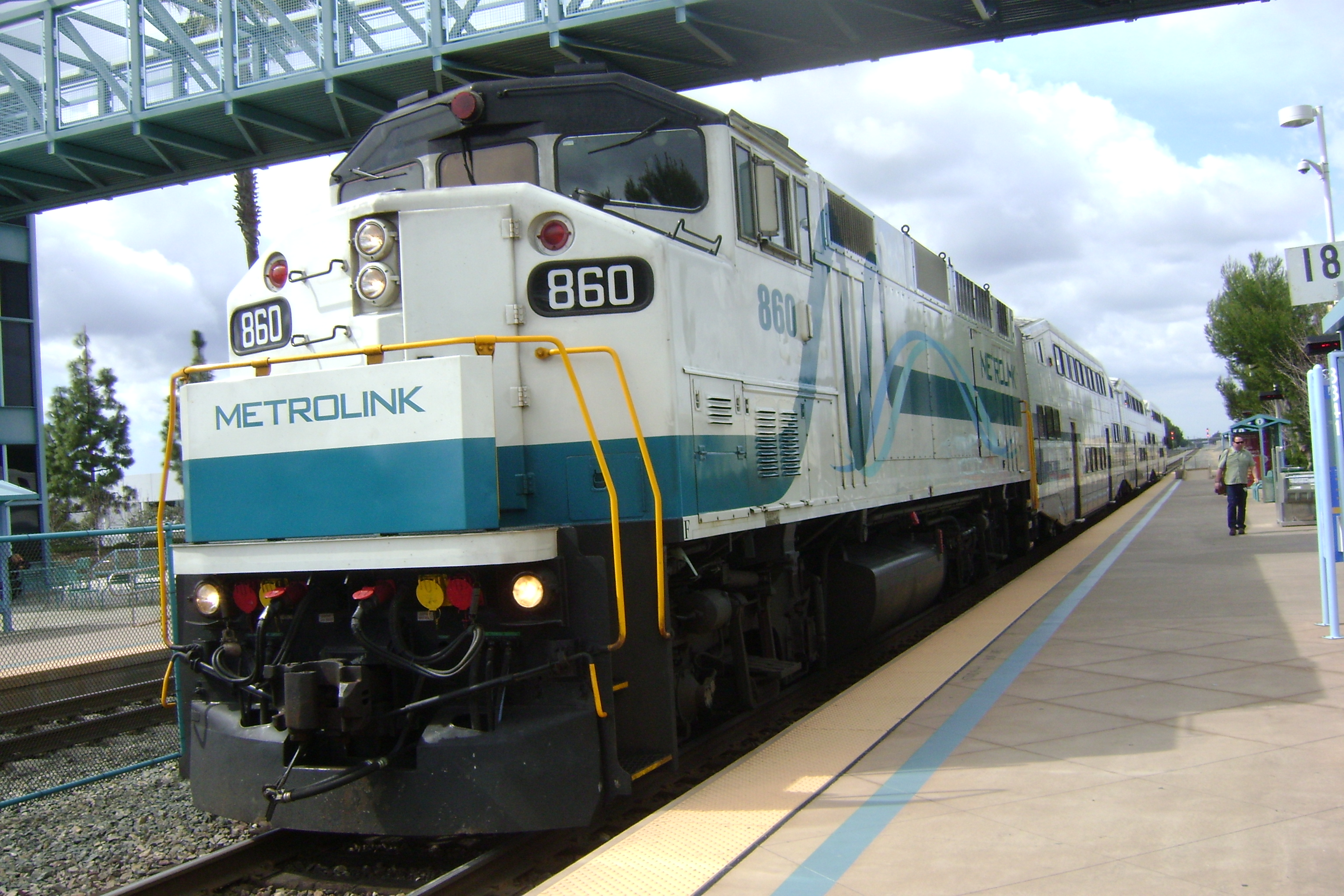
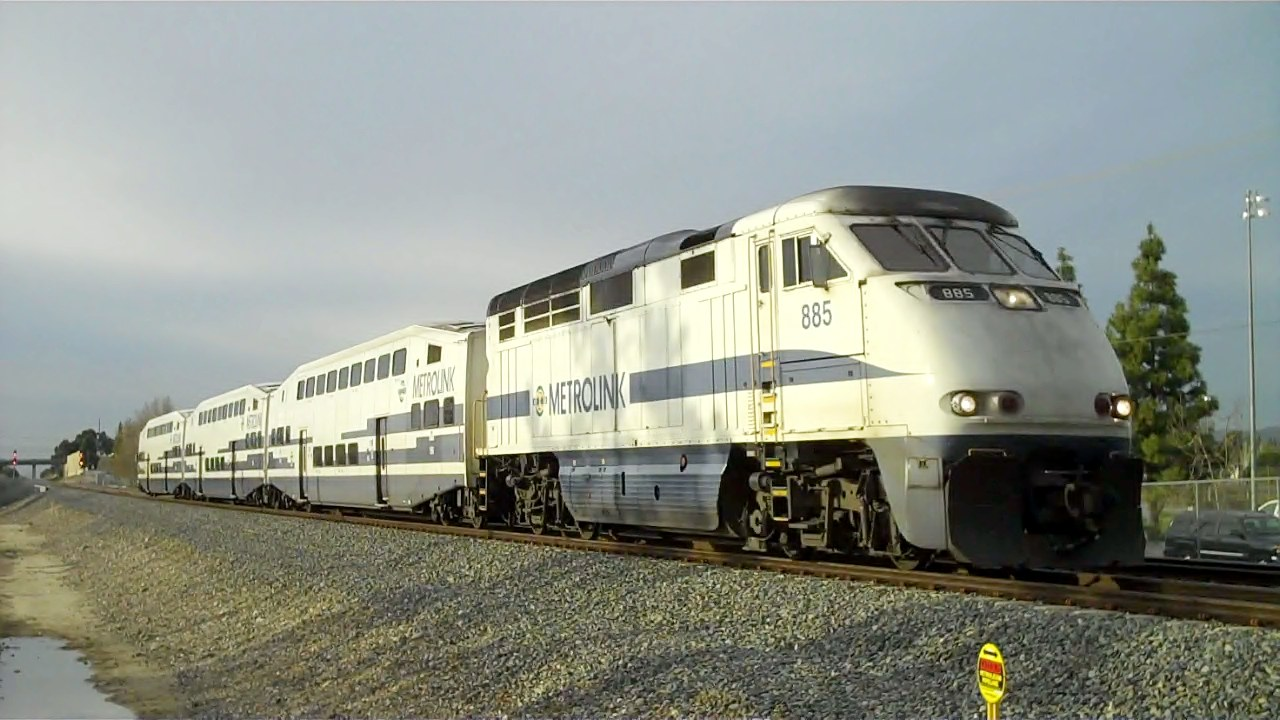
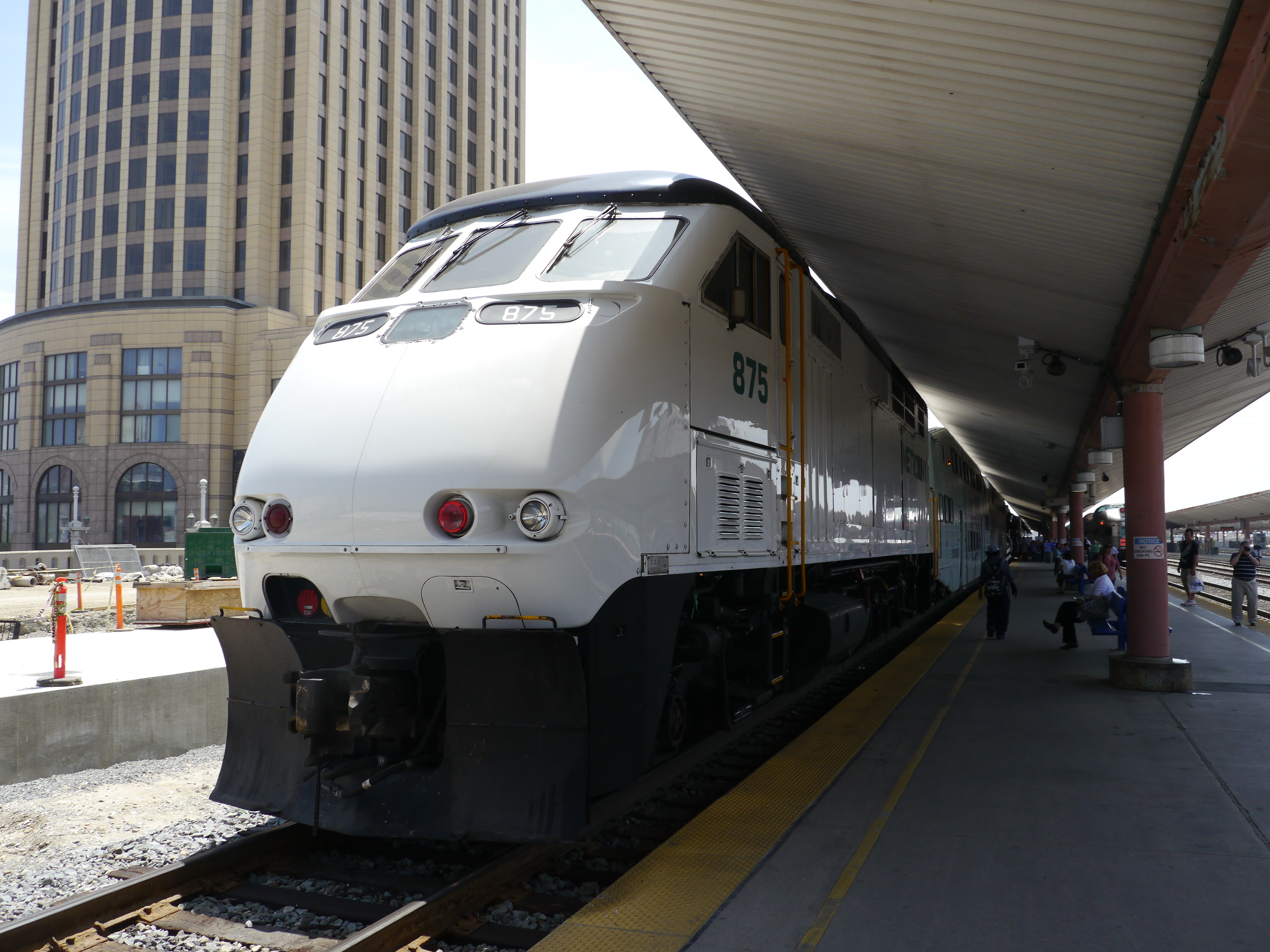

## 사건 및 사고
- 2005년 글렌데일 철도 충돌 사고
- 2008년 체스워스 철도 충돌 사고
- 2015년 옥스나드 철도 충돌 사고